# Himeji (Hyōgo)
Himeji (姫路市 -shi) é uma cidade japonesa localizada na província de Hyōgo.
Em 2003 a cidade tinha uma população estimada em 480 404 habitantes e uma densidade populacional de 1 742,55 h/km². Tem uma área total de 275,69 km².
Recebeu o estatuto de cidade a 1 de Abril de 1889.

## Ligações externas

Himeji-jo, classificado pela UNESCO como Património da Humanidade

## Cidades-irmãs
- Charleroi, Bélgica
- Phoenix, Estados Unidos
- Curitiba, Brasil
- Taiyuan, China
- Masan, Coreia do Sul
- Adelaide, Austrália